# Магера, Яцек
Яцек Магера (пол. Jacek Magiera; род. 1 января 1977, Ченстохова) — польский футболист и футбольный тренер.

## Биография
Профессиональную карьеру игрока начал в 1991 году в местном «Ракуве». Привлекался в юношескую сборную Польши. Наибольшего успеха добился в составе варшавской «Легии», за который отыграл 9 лет, провёл более 170 матчей.
В 2006 году, едва завершив карьеру футболиста, был приглашён в тренерский штаб сборной Польши до 18 лет. Несколько лет проработав в системе «Легии», в 2016 году ненадолго возглавил «Заглембе», а после отставки Бесника Хаси и непродолжительной работы Александара Вуковича вернулся в «Легию» уже в качестве главного тренера.
Имеет диплом магистра истории, полученный им в Академии Яна Длугоша.